# Chi Nính
Crudia là một chi thực vật có hoa trong họ Đậu.